# دار الفرش (طور الباحة)

تعديل مصدري - تعديل

دار الفرش هي إحدى قرى عزلة طور الباحة بمديرية طور الباحة التابعة لمحافظة لحج، بلغ تعداد سكانها 10 نسمة حسب تعداد اليمن لعام 2004.